# 29. novembar (Subotica)
29. novembar je poduzeće iz Subotice. Proizvodi mesne proizvode i konzerve. Po vlasničkoj strukturi je dioničko društvo.

Sjedište se nalazi na adresi Tolminska 35, Subotica.

## Povijest
Pokretač je i sudionik osnivanja ove tvornice je bivši subotički gradonačelnik Marko Bačlija.
Prethodnica ovog poduzeća je između dva svjetska rata bila veliki proizvođač. Pokrenula su je dvojica poduzetnika. Prema Stevanu Mačkoviću, 1929. godine proizvodnja je bila kapaciteta od tri stotine svinja dnevno, odnosno godišnje 400 vagona jaja i živine za izvoz. Poslije rata Vlada Srbije rješenjem 3. rujna 1946. godine osniva ovo poduzeće. Kapacitet je bio 1944. 300 svinja i 35 goveda dnevno, dvije tone kobasičarske robe i 3,5 tone suhomesnatih proizvoda. Živina se ne spominje. 1959. prešli su u nove suvremene pogone u Šandoru, klaonicama kapaciteta dnevnog klanja 1.300 svinja i stotinu goveda, najveća industrijska klaonica u Jugoslaviji. 29. novembar je još određeno vrijeme prerađivao i živinu. 1970-ih godišnja proizvodnja je prelazila pedeset tisuća tona. Zbog sad već tijesnih prostora, za potrebe tvornice sagrađen je novi pogon za preradu i suvremeni ekspedit. Okolna su mjesta dobro živjela od tvornice. Od kooperanata je otkupljivao i prerađivao i do 300.000 komada godišnje. Iz Čantavira je dolazilo oko četvrtine, a iz Bajmaka, Malih pijaca i ostalih mjeta na desetke tisuća. Potkraj sedamdesetih planiralo su mnogo ulaganja radi udvostručenja proizvodnje koje bi bila stotinjak tisuća tona godišnje.
Usprkos razvijenoj sirovinskoj bazi, suvremenim proizvodnim pogonima, obrazovanim i sposobnim radnicima i stručnjacima, dobro riješene distribucijske mreže, razrađenog tržišta i domaćeg i inozemnog, zbog ciljana gušenja Vojvodine ova je mesna industrija došla u krizu.
Vojvodinu je snašla sudbina stočarstva u Hrvatskoj, koja od jednog od najvećih europskih izvoznika postala veliki uvoznik. Nekad stočarski div, danas je stočni fond u Vojvodini prepolovljen u odnosu na prije pola stoljeća tj 1960-te.
Ovaj gospodarski div je 2010-e dočekao u stečaju.
Stanovništvo Subotice i gravitirajuće okolice i danas su živo uvjereni da 29. novembar nije propao slučajno, nego propao zbog namjere uništavanja radi smanjenja ekonomske snaga grada. Uspoređujući situacije drugih mesnih industrija iz bivše države koje su uglavnom preživjele, a subotički brend je propadao još prije srbijanskih ratnih pohoda 1990-ih. Još su u blizini iznikle druge konkurentske tvrtke. Raspad Jugoslavije značio je veliko smanjenje i gubitak domaćeg tržišta. Sankcije su najvećim dijelom odsjekle i inozemno tržište. Gigant bez tržišta postao je teret sam sebi.
2015. godine strojevi i oprema prodane su austrijskom poduzeću za trgovinu sekundarnim sirovinama.
Nakon pet oglasa, pokretna imovina prodana je po cijeni od 48 milijuna dinara poduzeću iz Klagenfurta DT Handels GmbH. Za taj je iznos kupilo strojeve i opremu sedam odjeljenja proizvodnje, prateće opremu u proizvodnji, laboratorije i svu ostalu pokretnu imovinu u tvorničkom krugu i skladišnom prostoru, prijevozna sredstva. Procijenjena neobvezujuća vrijednost ove imovine u oglasu je iznosila je skoro 180,5 milijuna dinara. Suglasnošću vjerovničkog odbora imovina je prodana za ponuđenih 48 milijuna.

## Kapaciteti
Poduzeće je imalo industrijski kompleks na adresi Tolminska 35, kompleks sa silosima, mješaonicom stočne hrane i pomoćnim objektima u KO Horgošu, u Malim Pijacama upravnu zgradu, poljoprivrednu ljekarnu, strojne radionice, benzinsku crpku, mlin, zgradu za otkup stoke, zemljišta u KO Donji Grad i Male Pijace, maloprodajne objekte u Subotici, Topolju, Paliću i Čantaviru, strojeve, postrojenje za klanje svinja, junadi i krava, postrojenje za proizvodnju polutrajnih i trajnih kobasica, za proizvodnju trajnih i polutrajnih suhomesnatih proizvoda, postrojenje za proizvodnju polutrajne i trajne konzerve, gotovih jela i masti i ostalo. Mesna industrija 29. novembar bila je jedna od najvećih u bivšoj Jugoslaviji, u rangu Carnexa i Gavrilovića.
Uz navedeni proizvodni kompleks u Malim Pijacama, 29. novembar imao je stanove, zemljište pod zgradama, livade, vinograde, njive, opremu trgovine i ugostiteljstva, poljoprivrede, elektrodistribucije, vodovoda i kanalizacije, uredski namještaj i opremu, vozila - teretna i putnička, cisterne, traktore, hladnjače i industrijsko vlasništvo (logotip i robne marke).

## Proizvodi
Bio je vodeći u svojoj grani mnogim proizvodima. Bio je prvi s proizvodnjom trajnih konzervi za izvor čiju je proizvodnju počeo godine 1953., prvi je 1969. godine počeo proizvoditi trajne kobasice, godinu dana ranije prvi je na tržište izbacio vakuumski pakirane hrenovke i kobasice, prvi je proizveo trajnu paštetu i trajna gotova jela u alu-foliji i dr.

## Vanjske poveznice
- (srpski) Radio televizija Vojvodine - YouTube "29. novembar" opustošen, Datum prijenosa: 2. sij 2011.
- (srpski) Subotica.com  Arhivirana inačica izvorne stranice od 20. prosinca 2016. (Wayback Machine) Fabrika 29. novembar